# Бифора (растение)
Бифора, или Двойчатка, или Кишнец (лат. Bifora), — род однолетних травянистых растений семейства Зонтичные, включает три вида.
Однолетние травы с нерасчленёнными листьями; цветки мелкие, белые, в сложных зонтиках; плод распадается на два почти шаровидных полуплодика.
Применяются местным населением как пряная приправа к пище.

## Виды
По информации базы данных The Plant List, род включает 3 вида:
- Bifora americana — Бифора американская произрастает в Северной Америке.
- Bifora radians — Бифора лучистая — в Европе, на юго-западе Европейской части России, в Крыму, на Кавказе.
- Bifora testiculata — на Кавказе и Средней Азии.